# NGC 751
NGC 751 (другие обозначения — UGC 1431, KCPG 46B, MCG 5-5-35, KUG 0154+329, ZWG 503.62, 6ZW 123, ARP 166, VV 189, PGC 7370) — эллиптическая галактика (E) в созвездии Треугольник.
Этот объект входит в число перечисленных в оригинальной редакции «Нового общего каталога».
Находится в приливном взаимодействии с NGC 750. Кривые радиальной скорости NGC 751 имеют большие вариации, отражая вращение галактики, которое было нарушено в ходе встречи NGC 750 и NGC 751.
Галактика NGC 751 входит в состав группы галактик NGC 777. Помимо NGC 751 в группу также входят ещё 12 галактик.